# Croisades smyrniotes
Les croisades smyrniotes (1343-1351) sont deux croisades envoyées par le pape Clément VI, contre l'émirat d'Aydın d'Umur Bey. Elles avaient pour but principal la ville côtière de Smyrne en Asie Mineure.

## Contexte
L'influence des Mongols, après leur victoire à la bataille de Köse Dağ le 26 juin 1243 avait brisé la puissance des Seldjoukides d'Anatolie au milieu du XIIIe siècle. Divers bey, avaient alors commencé à conquérir leurs royaumes, transformant les terres de l'ancien sultanat de Roum en une mosaïque de beylicats rivaux. L'Empire byzantin, déchiré par les combats entre les Paléologue et l'empire latin de Constantinople entre les mains de l'Occident, ne peut pas tirer profit de cette situation favorable et laisse la poudrière anatolienne continuer à prospérer.
En 1300, au moins cinq beys turcs sont établis le long de la côte anatolienne de la mer Égée : le Karesioğulları, les Saruhanides, l'Émirat d'Aydın, le Menteşe et le Tekeoğulları. Constamment en guerre les uns avec les autres, ceux-ci musulmans, sont alors les défenseurs des activités de piraterie contre les côtes chrétiennes et les îles de la mer Égée que se disputent la république de Venise et la république de Gênes.
En 1320, Mehmed Bey, seigneur de l'Émirat d'Aydın, conquiert Smyrne, assurant ainsi le contrôle de la dynastie sur l'un des principaux ports de la mer Égée. Le fils et successeur de Mehmed, Umur Bey, qui règne de 1334 à 1348, commence une activité piratique rentable, faisant du port fortifié de Smyrne (le Liman Kalesi) son centre d'opérations. Politique sagace, Umur est un soutien de Constantinople, soutien naval à l'empereur Jean VI Cantacuzène dans sa campagne contre le basileus Jean V Paléologue.
Le 19 mai 1342, à Avignon, Pierre Roger (Royer) de Maumont, ancien évêque de Sens, est élu pape sous le nom de Clément VI. Clément est un grand partisan de l'idée de croisade, 50 ans après la chute de Saint-Jean-d'Acre et 70 ans depuis la dernière croisade,  une reconquête de la Terre sainte était tout à fait irréaliste pour le moment. Clément trouve un soutien parmi les Vénitiens, dont la colonie de Négrepont était au premier plan. Parmi les petits royaumes turcs, l'émirat d'Aydın est la plus forte puissance navale et a été sélectionné comme cible d'une éventuelle attaque.
Clément VI ordonne à Henri d'Asti (en), patriarche latin de Constantinople, d'organiser une alliance contre les Turcs, qui étaient présents dans la mer Égée. Il a été rejoint par Hugues IV de Chypre, roi titulaire de Jérusalem et les chevaliers de l'ordre de Saint-Jean de Jérusalem. Ensuite, le 2 novembre 1342, il demande à la république de Venise de rejoindre l'alliance.
Le 8 août 1343, Clément VI écrit à neuf dirigeants et princes censés participer à la croisade (dont le doge de Venise, le grand-maître Hélion de Villeneuve, l'impératrice Catherine de Valois, son fils Robert, la reine Jeanne) ; le 16 septembre il écrit à différents seigneurs de la mer Égée (le duc de Naxos, les seigneurs tierciers d'Eubée Georges II Ghisi et la régente Balzana dalle Carceri) pour leur demander leur participation. La flotte doit se rassembler à Négrepont le 1er novembre : elle est placée sous l'autorité de Henri d'Asti ; Martino Zaccaria commande l'escadre papale.
Le 30 septembre 1343, le pape publie une Bulle pontificale Insurgentibus contra fidem qui garantit aux croisés le pardon de leurs péchés.

## Première expédition
Le 28 octobre, la coalition s'empare de la forteresse du port de Smyrne.